# Accord de He-Umezu
L'accord He-Umezu (en chinois 梅津・何応欽協定 - Umezu-Ka Okin Kyōtei), porte le nom des deux principaux mandataires signataires. C'est un accord secret entre l'empire du Japon et la république de Chine conclu le 10 juin 1935. Celui-ci complète la trêve de Tanggu après l'invasion de la Mandchourie en 1933. Cet accord précède également de peu la seconde guerre sino-japonaise de 1937-1945.

## Contexte
Depuis 1931, le Japon, profitant de la guerre civile chinoise, a provoqué de nombreux incidents qui conduisirent à la guerre de Shanghai en 1932, puis à l'invasion de la Mandchourie en 1933. Depuis la signature de la trêve de Tanggu en 1933, une zone démilitarisée sépare les territoires de la Mandchourie dévolue au Mandchoukouo et les provinces du nord de la Chine, dont Pékin et Tianjin. Cependant, les incidents se sont multipliés avec le Mengjiang, qui débouchent sur les campagnes militaires de Mongolie-intérieure.
Cependant, avec la nomination de Koki Hirota en tant que ministre des Affaires étrangères du Japon, le gouvernement civil japonais a tenté d'améliorer les relations sino-japonaises et, le 22 janvier 1935, annonce sa nouvelle politique de non-agression envers la Chine. En réponse, Wang Jingwei fait suspendre le boycott par les Chinois des marchandises japonaises. Puis, les deux pays sont convenus du rétablissement des relations diplomatiques par le biais de contacts entre ambassadeurs. Toutefois, cette politique du gouvernement japonais heurte de front les intérêts de sa puissante et influente armée du Guandong. Elle désire, au contraire, poursuivre l'expansion territoriale en annexant davantage de territoires chinois.
Le 29 mai 1935, le général Takashi Sakai, chef d'état-major de l'armée japonaise de la garnison de Chine basée à Tianjin, remet une protestation officielle au général chinois He Yingqin, président du Conseil militaire national de Pékin. Cette protestation est la conséquence de l'assassinat de deux chefs locaux pro-japonais. Takashi Sakai exige dès lors que :
- le président de la province du Hebei, le général Yu Xuezhong, soit démis de ses fonctions ;
- le Kuomintang cesse toutes ses activités politiques dans le Hebei, y compris dans les villes de Tianjin et de Pékin.

Le 30 mai, des forces blindées japonaises organisent une opération de démonstration de force et défilent devant les bureaux du gouvernement chinois de la province. Le 4 juin, Sakai renouvelle ses exigences et menace de prendre des mesures radicales si celles-ci ne sont pas intégralement acceptées. Il émet ensuite dès le 5 juin des exigences supplémentaires :
- les démissions du maire de Tianjin, Zhang Tingpo, de son chef de police, Li Chun-hsiang, du commandant du 3e régiment de la police militaire, Chiang Hsiao-hsien, et du directeur du Département de la Formation Politique, Tseng Kuang-ching ;
- le Kuomintang retire toutes les forces militaires de la province du Hebei ;
- toutes les sociétés secrètes chinoises anti-japonaises soient dissoutes sur l'ensemble de la Chine, en particulier la société des chemises bleues ;
- les meurtriers qui ont tué les deux chefs locaux pro-japonais soient arrêtés et jugés, et qu'une indemnisation soit versée aux familles des victimes.

Le 7 juin, des unités japonaises de l'armée du Guandong font mouvement vers la ligne démilitarisée près de la Grande Muraille. Un nouvel ultimatum oral est émis le 9 juin avec un délai de mise en conformité au 12 juin.
N'étant pas préparé pour organiser à temps la défense de la Chine contre une possible offensive japonaise à cette date, Tchang Kaï-chek, qui est en pleine campagne militaire visant à détruire le Parti communiste chinois, se résout à céder à l'ultimatum.
Ainsi, l'accord secret est finalement signé par le général japonais Yoshijiro Umezu, commandant en chef de l'armée du Guandong, et par le général chinois He Yingqin.

## Conséquences
Les termes de cet accord donnaient au Japon le contrôle effectif sur toute la province du Hebei, dorénavant administrée par le Conseil Autonome du Hebei Oriental. 
Bien qu'il ait été secret, l'accord a rapidement été divulgué par la presse chinoise, provoquant l'ire de l'opinion publique chinoise et une recrudescence du sentiment antijaponais en Chine. L'accord prévalut malgré tout jusqu'en juillet 1937, avec l'incident du pont Marco Polo et le déclenchement de la seconde guerre sino-japonaise.